# Chuối hoa lai
Chuối hoa lai, danh pháp hai phần: Canna generalis, thuộc Họ Dong riềng (Cannaceae). Loài này được L.H. Bailey & E.Z. Bailey mô tả khoa học đầu tiên năm 1930.

## Mô tả
Loài cây có thân mọc thành bụi, căn hành to, thân cao đến 1.5m. Lá có phiến to màu lục hay tía. Đọt thân mang các hoa to xếp sát nhau. Lá, đài và cánh hoa nhỏ nhưng các nhị lép biến đổi thành các cánh to có dạng và màu sắc đẹp giống cánh hoa. Màu sắc có thể thay đổi từ vàng đến đỏ đậm, từ một màu đến điểm thêm các đốm màu đậm nhạt khác nhau.

## Công dụng

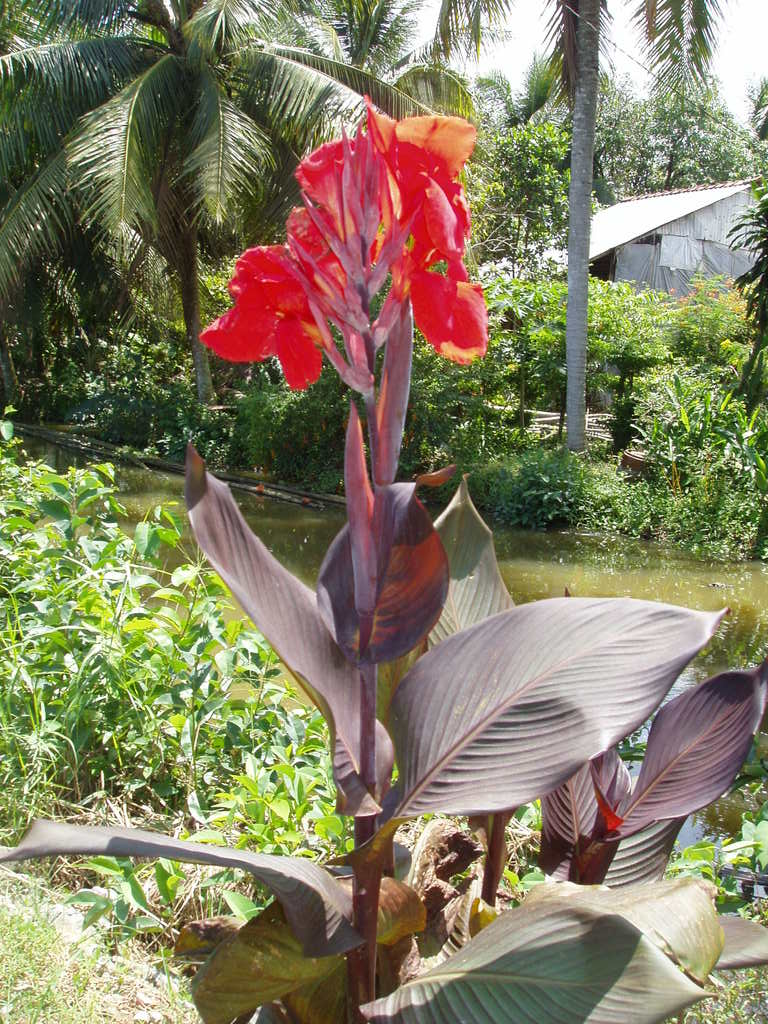
Cây chuối hoa lai

Hạt cứng và to đều nên ngày xưa thường được dùng làm đơn vị cân vàng. Rễ gây phấn khích trị đau gan, sốt, lọc máu và làm lợi tiểu.

## Hình ảnh

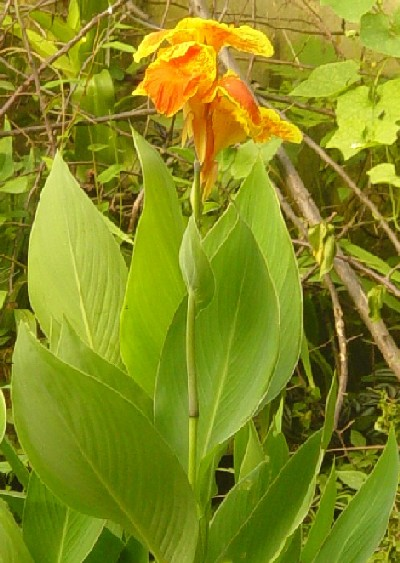